# Titanebo mexicanus
Titanebo mexicanus là một loài nhện trong họ Philodromidae.
Loài này thuộc chi Titanebo. Titanebo mexicanus được Richard C. Banks miêu tả năm 1898.